# 塔姆里傑特
36°34′19″N 5°22′26″E / 36.57194°N 5.37389°E
塔姆里傑特（阿拉伯语：‎），是阿爾及利亞的城鎮，位於該國北部貝賈亞省，由蘇格塞寧區負責管轄，面積53平方公里，2008年人口8,413，人口密度每平方公里158人。